# La Serena-Vegas Altas
La Serena-Vegas Altas, oficialmente Mancomunidad Integral de Servicios La Serena-Vegas Altas, sobre las comarcas naturales a las que debe su nombre, es una mancomunidad integral de la provincia de Badajoz (España). La sede de la mancomunidad está en el municipio de Villanueva de la Serena. 
La mancomunidad está formada por dieciséis municipios: Campanario, Entrerríos, La Coronada, La Haba, Magacela, Navalvillar de Pela, Orellana la Vieja, Palazuelo, Puebla de Alcollarín, Rena, Valdivia, Villanueva de la Serena, Madrigalejo, Villar de Rena, y Zurbarán.

## Municipios
La mancomunidad está formada por quince municipios: Campanario, Entrerríos, La Coronada, La Haba, Madrigalejo, Magacela, Navalvillar de Pela, Orellana la Vieja, Palazuelo, Puebla de Alcollarín, Rena, Valdivia, Vegas Altas, Villar de Rena y Zurbarán.

## Gobierno y política
El presidente de la mancomunidad en la legislatura 2011-2015 fue Juan Pedro Rodríguez, alcalde de La Haba por el PSOE. En la presente legislatura 2015-2019 la presidenta de la mancomunidad es Inés María Escobar, alcaldesa de Magacela por el PSOE. Es la primera mujer en ocupar el cargo.
| 2011-2015 | Juan Pedro Rodríguez      | PSOE | La Haba  |
| 2015-2019 | Inés María Escobar Moreno | PSOE | Magacela |